# Okoltschiza
Der Gipfel Okoltschiza (bulgarisch връх Околчица; wiss. Transkription: vrach Okolčica) ist ein Berg im westlichen Teil des Balkangebirges und liegt in Nordwestbulgarien, unweit der Stadt Wraza. Der Okoltschiza mit 1048 m über dem Meeresspiegel liegt zudem im Landschaftsschutzgebiet Wratschanski Balkan. Unweit des Gipfels befindet sich die gleichnamige Berghütte.

## Lage
Der Berg Okoltschiza liegt im westlichen Teil des Balkangebirge, nicht weit vom Dorf Tschelopek, etwa 20 km von Wraza entfernt. Er ist über eine asphaltierte Straße und mit dem öffentlichen Nahverkehr über die Dörfer Tschelopek und Pawoltsche (Buslinie 6 vom Busbahnhof Wraza) erreichbar. Zu Fuß von beiden Dörfern aus sind es etwa anderthalb Stunden bis zum Berg Okoltschiza. Der Zugang zu Fuß von der Stadt Wraza aus erfolgt über den Öko-Wanderweg „Botev’s Chetta Trail“, der etwa 3 Stunden dauert.

## Denkmal
Auf dem Okoltschiza steht ein Denkmal zu Ehren der Heldentat des Revolutionärs Christo Botew und seiner Tscheta, die 1876 während des Aprilaufstandes für die Befreiung Bulgariens von der osmanischen Herrschaft starben. Der Ort für die Errichtung des Denkmals wurde 1901 von einem Sonderausschuss ausgewählt, dem neun überlebende Tschetniks von Botew angehörten. Der Standort wurde gewählt, weil er zugänglich war und dem Ort der letzten Schlacht der Tscheta im Jahr 1876 am nächsten lag.
Das Denkmal wurde 1926 errichtet und ist ein Freiwilligenkreuz aus Stahlbeton. Es wurde auf der Kolowa-Wiese aufgestellt, die heute als Botewa-Wiese bekannt ist. Nach der Machtergreifung der Kommunisten in Bulgarien wurde im Jahr 1947 beschlossen, das Kreuz zu einem fünfzackigen Stern umzugestalten. Nach der Demokratisierung des Landes erhielt das Denkmal 1991 sein ursprüngliches Aussehen zurück.
Das Denkmal ist 26,60 m hoch, und an seinem Sockel befindet sich eine St.-Georgs-Kapelle. Es wurde in die Liste der 100 nationalen touristischen Objekte aufgenommen. Die schöne Landschaft rund um das Denkmal und die reiche Geschichte der Region ziehen viele Touristen und Besucher aus dem In- und Ausland an.
Jedes Jahr am 2. Juni findet am Fuße des Denkmals eine nationale Pilgerfahrt statt, an der Staatsoberhäupter und Tausende von Botew-Anhängern teilnehmen. Hier endet auch der nationale Touristentrail entlang des Weges der Botew-Tscheta „Kosloduj-Okolchiza“, der seit 1946 ohne Unterbrechung stattfindet.
Der Okoltschiza-Gipfel ist ein beliebter Ort für Deltasegler aus dem In- und Ausland.